# Debarcarea greacă de la Smirna
Debarcarea greacă de la Smirna, de asemenea cunoscută ca Invazia greacă a Smirnei sau Invazia greacă a Izmirului, a avut loc la începutul Războiului Greco-Turc și a dus la ocuparea de către armata elenă a regiunii orașului Smirna.

## Societatea pentru Apărarea Drepturilor Otomanilor din Izmir
„Societatea pentru Apărarea Drepturilor Otomanilor din Izmir” (İzmir Müdafaa-i Hukuk-ı Osmaniye Cemiyeti)) a fost o organizație care a avut ca scop pregătirea pentru lupta împotriva unei invazii potențiale.

## Demiterea lui Nureddin Pașa
Nureddin Pașa fusese numit guvernator al vilayetului Aidin și comandant al regiunii militare Aidin (Aydın Bölge Komutanığı), fiind un sprijinitor al Societății pentru Apărarea Drepturilor Otomanilor din Izmir. El a fost demis ca urmare a presiunii puterilor aliate. În funcția de guvernator a fost numit pe 11 martie "Kambur" Ahmed Izzet Bey, iar în cea de comandant militar a fost numit pe 22 martie  generalul în retragere Ali Nadir Pașa.

## Flota aliată
Contraamiralul Mark L. Bristol, comandantul „Detașamentului SUA din apele teritoriale turcești”, a sosit la Izmir din Constantinopol la bordul unui cuirasat. Comandanții navali britanic, francez și grec au discutat sub președinția amiralului Somerset Gough-Calthorpe pe 14 mai 1919 planurile de debarcare ale aliaților în regiune. Forțele britanice urmau să ocupe Karaburun și Uzunada, cele franceze Urla și Foça, iar grecii urmau să ocupe fortăreața Yenikale.

## Vedeți și
- Megali Idea
- Ocuparea Smirnei
- Hasan Tahsin

## Resurse internet
- Greek Occupation of Izmir and Adjoining Territories: Report of the Inter-Allied Commission of Inquiry (May–September 1919) Arhivat în 18 iulie 2011, la Wayback Machine., SAM, 1999.